# آيت كوران (آيت والال)
آيت كوران هو دُوَّار يقع بجماعة الكنزرة، إقليم الخميسات، جهة الرباط سلا القنيطرة في المملكة المغربية. ينتمي الدوّار لمشيخة آيت والال التي تضم 12 دوار. يقدر عدد سكانه بـ 245 نسمة حسب الإحصاء الرسمي للسكان والسكنى لسنة 2004.

## وصلات خارجية
- البوابة الوطنية للجماعات الترابية
- المندوبية السامية للتخطيط